# Lista över svenska artister och grupper som varit etta på Billboardlistan
Detta är en lista över svenska artister och grupper som varit etta på Billboardlistan.

## Svenska artister som haft singelettor på Billboard HOT100-listan
- Blue Swede (Björn Skifs) - Hooked on a Feeling som första svenska artist på plats nr 1 den 6 april 1974[1]
- Abba - Dancing Queen
- Roxette - The Look, Listen To Your Heart, It Must Have Been Love, Joyride
- Ace of Base - The Sign

## Övriga topp-10-placeringar på HOT100
- Blue Swede (Björn Skifs) - Never My Love 7:a
- Abba - Take a Chance on Me 3:a, Waterloo 6:a, The Winner takes It All 8:a
- Europe - Carrie 3:a, The Final Countdown (sång) 8:a
- Neneh Cherry - Buffalo Stance 3:a, Kisses on the Wind 8:a
- Roxette - Dangerous 2:a, Fading Like a Flower (Every Time You Leave) 2:a
- Robin S. ft. StoneBridge - Show Me Love (StoneBridge Club Mix) 5:a
- Ace of Base - All that She Wants 2:a, Don't Turn Around 4:a, Cruel Summer 10:a
- Robyn - Do You Know (What It Takes) 7:a, Show Me Love 7:a
- Eagle-Eye Cherry - Save Tonight 5:a
- Swedish House Mafia - Don't You Worry Child 6:a
- Icona Pop Featuring Charli XCX - I Love It 7:a
- Avicii - Wake Me Up! 4:a
- Tove Lo - Habits (Stay High) 3:a

## Ytterligare artister som har haft singlar som toppat mindre meriterande Billboard-listor
- Madleen Kane - You Can  
  - Etta på Dance Club Songs
- Neneh Cherry - Buffalo Stance
  - Etta på Hot Dance Club Songs
- Clubland - Let's Get Busy (Pump It Up), Hold On (Tighter to Love), Set Me Free, Hypnotized
  - Etta på Dance Club Songs
- Cardigans - Lovefool
  - Etta på Top 40 Mainstream
- Eagle-Eye Cherry - Save Tonight
  - Etta på Top 40 Mainstream
  - Etta på Adult Alternative Songs
- Avicii - Wake Me Up!
  - Etta på Dance/Mix Show Airplay
- Swedish House Mafia - Don't You Worry Child
  - Etta på Hot Dance Club Songs
- Agnes - Release Me
  - Etta på Dance/Club Play Songs
- May Qwinten - HATE S3X
  - Etta på Billboard iLike
- Tove Lo - Habits (Stay High)
  - Etta på Top 40 Mainstream
  - Etta på Hot Rock Songs
- Zara Larsson - Never Forget You
  - Etta på Dance/Electronic songs

## Svenska artister som har haft topp 20-album på Billboard HOT200 - listan
- Ace of Base - Happy Nation 1:a
- Ghost - Skeletá 1:a, IMPERA 2:a, Prequelle 3:a, Meliora 8:a
- Avicii - True 5:a
- Europe - The Final Countdown 8:a, Out of This World 19:e
- Roxette - Joyride 12:a
- Abba - Voyage 2:a, The Album 14:e, Super Trouper 17:e, Voulez-Vous 19:e, Arrival  20:e
- Swedish House Mafia - 8Until Now 14:e
- Meshuggah - Koloss 17e
- Tove Lo - Queen Of The Clouds 14:e

## Övriga topp-100-placeringar på HOT100
- Ann-Margret "I Just Don't Understand" gick in på listan 24 juli 1961 som första svenska artist, på listan i 12 veckor med en 17:e plats som högsta placering 11 september 1961.. Ann-Margret hade ytterligare två låtar på Billboard Hot 100. "It Do Me So Good" (3 veckor, 97:e plats 13 november 1961 och "What Am I Supposed To Do" (5 veckor, 82:a plats, 14 april 1962)

- Siw Malmkvist & Umberto Marcato "Sole Sole Sole" in på listan 18 juli 1964 på 86:e plats[2]  på listan i 5 veckor med en 58.e plats som högsta placering 15 augusti.[3]
- Ola and the Janglers (cover på Chris Montez "Let's Dance"). Kom på 92:a plats
- Madleen Kane "You Can" på 77:e plats.
- Emilia Rydberg "Big Big World" kom på 92:a plats.
- Midi, Maxi & Efti "Bad Bad Boys" på 98;e plats.
- Ghost - "Mary On A Cross" på 90:e plats